# Caroline Found
Caroline “Line” Slocum Found (Iowa City, 19 de juny de 1994) va ser la col·locadora i capitana de l’equip de voleibol del West High School d’Iowa durant la temporada del 2010. S. Found va perdre la vida l’11 d’agost de 2011 a causa d’un accident de motocicleta. La història de Found és coneguda gràcies a la història de superació i impacte que la seva defunció va suposar pel seu entorn. “La temporada del miracle” (2018), és la pel·lícula basada en la història real de l’equip de voleibol del West High School d’Iowa, on Caroline Found és interpretada per l’artista Danika Yarosh. També anomenada Line Found, filla d’Ellyn i Ernest Found. Va assistir a l'escola Weber Elementary, la Northwest Junior High i a la West High School d’Iowa, on havia de cursar l'últim curs l'any 2011.

## Accident i mort
L'11 d'agost de 2011, Line tenia la intenció de passar la major part de la nit amb la mare a l'hospital. Per arribar-hi, va sol·licitar una motocicleta a una amiga, a causa del fet que els seus pares no li deixaven tenir-ne una. Malauradament, Caroline no hi va arribar mai. En un camí que Caroline havia travessat mil vegades, va perdre el control del ciclomotor i es va estavellar. Posteriorment, els agents de policia van arribar a la conclusió que el cos va ser llançat sobre el manillar i impactat per un arbre de cap. Caroline va morir en aquell instant.
La mort de Caroline Found va commocionar profundament la comunitat d’Iowa City. Tant companyes com professors, amics i familiars van destacar el seu esperit positiu i la seva capacitat de lideratge. L’equip de voleibol, tot i la pèrdua, va decidir unir-se i continuar jugant en honor a la seva capitana. La seva història es va convertir en un símbol de força, amistat i superació, inspirant molts altres equips i persones més enllà de l’esport. L’impacte emocional de la seva absència va deixar una empremta inesborrable a l’institut i a tota la ciutat. El lema “Live Like Line” va esdevenir el crit d’unió que va commoure i impulsar tota la revolta emocional de la comunitat.

## Pel·lícula: La temporada del miracle
La historia de Caroline Found i l’equip de voleibol, van posar nom a “La temporada del miracle” (2018), la pel·lícula basada en la història de l’equip de voleibol i impacte després de la sobtada defunció de la seva capitana d’equip. Aquest narra la història de l’equip de voleibol d’institut que, després de la mort de la seva líder, aconsegueix sobreposar-se a la tragèdia. El film mostra com l’equip finalitza el dolor en determinació i força col·lectiva per completar una temporada extraordinària. Transformant aquest en un relat d’esperança, superació i unitat. “La temporada del miracle” és una pel·lícula estatunidenca de drama biogràfic dirigida per Sean McNamara i protagonitzada per Erin Moriarty (interpretant a: Kelley Fliehler, millor amiga de la líder), Helen Hunt (interpretant a: Kathy Bresnahan, entrenadora de l’equip) i Danika Yarosh (interpretant a: Line Found, protagonista). Va ser estrenada el 6  d’abril de 2018 als Estats Units.Ha estat doblada al català. La pel·lícula es manté fidel als esdeveniments reals, oferint un homenatge commovedor a la figura de Caroline Found i a la força del seu llegat.

## Llegat
El record de Caroline Found s’ha mantingut viu a través de memorials, tornejos i diversos homenatges organitzats per l’institut West High School d’Iowa. La seva història ha tingut un gran impacte en el món de l’esport juvenil, convertint-se en un exemple de lideratge i companyia. El lema “Live Like Line”, que convida a viure amb alegria, empatia i intensitat, ha transcendit el voleibol i s’ha convertit en un missatge de vida per a molts joves i comunitats arreu dels Estats Units.